# Erik Rudberg (fysiker)
Erik Gustaf Rudberg, född 17 november 1902 i Adolf Fredriks församling i Stockholm, död 2 januari 1980 i Salems församling, Stockholms län, var en svensk fysiker. 

## Biografi
Rudberg, vars far var lektor i matematik och fysik, blev filosofie licentiat 1924 och disputerade 1929 vid Stockholms högskola på en doktorsavhandling om elektronemission orsakad av mjukröntgen eller elektronbombardemang. Han arbetade vid Vetenskapsakademiens Nobelinstitut 1924-1931, och vid MIT 1931-1936, från 1932 som assistant professor. 1936-1939 var han chef för Aseas teknisk-fysikaliska forskningsbyrå.
Han gav också ut skrifter om materialfysikaliska aspekter av stål. Han var professor i fysik vid Chalmers tekniska högskola 1940-1945 och föreståndare för Metallografiska institutet 1945-1959. Han var president i European Physical Society 1970-1972.
Från 1930-talet till 1950-talet gav Erik Rudberg ut omarbetade upplagor av en serie läroböcker i fysik som ursprungligen författats av Tom Moll, med Ture Rudberg (Erik Rudbergs far) som medförfattare.
Rudberg invaldes 1941 som ledamot av Ingenjörsvetenskapsakademien, 1943 som ledamot av Vetenskaps- och Vitterhetssamhället i Göteborg och 1957 som ledamot av Vetenskaps-Societeten i Uppsala. 1954 blev han ledamot av Kungliga Vetenskapsakademien och utsågs 1959 till dess ständige sekreterare. Han lämnade detta uppdrag 1972. Han var också ordförande i Nobelkommittén för fysik 1963–1972.
Rudberg avled 1980 i samband med en olycka under en skidtur.
Erik Rudberg var svärson till Torsten Holmgren.